# Carl Theodor Hilsenberg
Carl (o Karl) Theodor Hilsenberg (* 11 de marzo de 1802 – 11 de septiembre de 1824) fue un naturalista, botánico, y ornitólogo alemán, quien recolectó especímenes en Madagascar y en Mauricio. También describió Phoebetria fusca: el albatros bruno, en 1822.
- La abreviatura «Hils.» se emplea para indicar a Carl Theodor Hilsenberg como autoridad en la descripción y clasificación científica de los vegetales.[4]